# NWA Canadian Junior Heavyweight Championship
L'NWA Canadian Junior Heavyweight Championship è stato un titolo difeso nella federazione Elite Canadian Championship Wrestling (ECCW), facente parte del territorio della National Wrestling Alliance.

## Storia
Prima che la ECCW entrasse nel circuito NWA questo titolo (già esistente) veniva difeso negli stati canadesi come l'Alberta, l'Ontario e Manitoba.
La ECCW entra nel circuito NWA verso la fine del 1997 e questo titolo esiste dal 1998.

## Albo d'oro
| Lottatore         | Regni | Data              | Luogo           | Note |
| ----------------- | ----- | ----------------- | --------------- | --- |
| Hysteria          | 1     | 6 dicembre 1998   | Selkirk         | Sconfiggendo Alex Rain nella finale di un torneo per l'assegnazione.                                                                  |
| Robby Royce       | 1     | 30 gennaio 1999   | Winnipeg        | Sconfiggendo Hysteria e Vance Nevada in un triple treath match.                                                                       |
| Tony Kozina       | 1     | 26 giugno 1999    | Winnipeg        | Sconfiggendo Royce e Tony McGuire in un triple treath match.                                                                          |
| Buddy Rose, Jr.   | 1     | 12 novembre 1999  | New Westminster | |
| Tony Kozina       | 2     | 28 novembre 1999  | Victoria        | |
| Vacante           |       | 14 gennaio 2000   |                 | Kozina vinse l'NWA World Junior Heavyweight Championship.                                                                             |
| Disco Fury        | 1     | 26 febbraio 2000  | Nanaimo         | Sconfiggendo Black Dragon nella finale di un torneo per il titolo vacante.                                                            |
| Torch             | 1     | 26 maggio 2000    | New Westminster | Sconfiggendo Fury e Chance Beckett in un triple treath match.                                                                         |
| Chance Beckett    | 1     | 30 giugno 2000    | New Westminster | Sconfiggendo Torch e Private Todd Kelly in un triple treath match.                                                                    |
| Torch             | 2     | 15 settembre 2000 | New Westminster | |
| Disco Fury        | 2     | 15 settembre 2000 | New Westminster | |
| The Count         | 1     | 19 ottobre 2000   | Kamloops        | |
| Disco Fury        | 3     | 22 ottobre 2000   | Penticton       | |
| Chance Beckett    | 2     | 26 gennaio 2001   | Surrey          | Sconfiggendo Fury e Tony Kozina in un triple treath match.                                                                            |
| Bryan Danielson   | 1     | 12 ottobre 2001   | Surrey          | |
| Disco Fury        | 4     | 26 dicembre 2001  | Surrey          | |
| Asian Cougar      | 1     | 19 luglio 2002    | Port Coquitlam  | |
| Disco Fury        | 5     | 26 luglio 2002    | Surrey          | |
| Major Hardway     | 1     | 29 novembre 2002  | Surrey          | |
| Tony Kozina       | 3     | 2 aprile 2004     | Surrey          | |
| Disco Fury        | 6     | 23 ottobre 2004   | Vancouver       | |
| Dropkick Murphy   | 1     | 1º aprile 2005    | Port Coquitlam  | |
| Aaron Idol        | 1     | 21 ottobre 2005   | Port Coquitlam  | |
| Vacante           |       | 11 maggio 2006    |                 | Idol rese vacante il titolo perché intenzionato a combattere per l'NWA/ECCW Heavyweight Championship.                                 |
| Memphis Raines    | 1     | 23 giugno 2006    | Surrey          | Sconfiggendo Kyle O'Reilly nella finale di un torneo per il titolo vacante. È stata anche la finale dell'ECCW Pacific Cup Tournament. |
| MR2               | 1     | 29 settembre 2006 | Surrey          | |
| Ice               | 1     | 25 novembre 2006  | Nanaimo         | Sconfiggendo Memphis Raines e MR2 in un triple treath ladder match.                                                                   |
| Kyle O'Reilly     | 1     | 21 luglio 2007    | Vancouver       | |
| Ice               | 2     | 27 luglio 2007    | Surrey          | |
| Kyle O'Reilly     | 2     | 18 agosto 2007    | Nanaimo         | |
| Ice               | 3     | 18 agosto, 2007   | North Vancouver | |
| Vacante           |       | 24 agosto 2007    | Surrey          | Titolo vacante in seguito ad un finale di un match controverso contro Kyle O'Reilly.                                                  |
| Kyle O'Reilly     | 3     | 28 dicembre 2007  | Surrey          | Sconfiggendo Ice in un best-of-five series match.                                                                                     |
| Billy Suede       | 1     | 5 luglio 2008     | Vancouver       | |
| Artemis Spencer   | 1     | 7 febbraio 2009   | Vancouver       | |
| Vacante           |       | 26 giugno 2009    | Surrey          | Artemis Spencer rese vacante il titolo per infortunio.                                                                                |
| Azeem the Dream   | 1     | 4 luglio 2009     | Vancouver       | Azeem the Dream sconfisse Billy Suede, Harv Sihra e Jamie Diaz in un Fatal 4-Way Gauntlet match.                                      |
| Gurv Sihra        | 1     | 18 dicembre 2009  | Surrey          | |
| Azeem the Dream   | 2     | 28 maggio 2010    | Surrey          | Azeem the Dream mise in palio la sua partecipazione all'ECCW Tournament e Sihra mise in palio il suo titolo.                          |
| Rick The Weapon X | 1     | 19 luglio 2010    | Vancouver       | |
| Artemis Spencer   | 2     | 21 gennaio 2011   | Surrey          | |
| Alex Prexis       | 1     | 10 settembre 2011 | Vancouver       | In un Fatal four-way match. |
| Nick Price        | 1     | 28 ottobre 2011   | Surrey          | |
| Ritirato          |       | 30 dicembre 2011  | Surrey          | Titolo ritirato con Price riconosciuto come ultimo campione.                                                                          |